# Detonator (film)
Detonator (ang. The Detonator) – amerykańsko-rumuński film sensacyjny z 2006 roku w reżyserii Po-Chih Leonga. Scenariusz opracował Martin Wheeler. Ogólnoświatowa premiera odbyła się 25 kwietnia 2006 roku na platformie DVD.

## Fabuła
Źródło.
Po tajnej misji w Bukareszcie polegającej na zdemaskowaniu handlarzy bronią, agent CIA Sonni Griffith (Wesley Snipes) otrzymuje kolejne zadanie. Ma ochraniać Nadię Kaminski (Silvia Colloca) do czasu powrotu do Stanów Zjednoczonych. Wkrótce okazuje się, że Nadię próbuje uprowadzić handlarz bronią, którego Griffith miał zlikwidować. Na dodatek tego wszystkiego, w agencji wystąpił przeciek tajnych informacji, w tym prawdziwej tożsamości głównego bohatera.

## Obsada
- Wesley Snipes jako Sonni Griffith
- Silvia Colloca jako Nadia Cominski
- Tim Dutton jako Jozef Bostanescu
- William Hope jako Michael Shepard
- Matthew Leitch jako Dimitru Ilinca
- Stuart Milligan jako Greenfield
- Bogdan Uritescu jako Pavel
- Warren Derosa jako Mitchel
- Michael Brandon jako Flint
- Vincenzo Nicoli jako Yuri Mishalov

## Produkcja
Zdjęcia kręcono w Bukareszcie.